# Pierz (Minnesota)
Pierz es una ciudad ubicada en el condado de Morrison en el estado estadounidense de Minnesota. En el Censo de 2010 tenía una población de 1393 habitantes y una densidad poblacional de 397,22 personas por km².

## Geografía
Pierz se encuentra ubicada en las coordenadas 45°58′41″N 94°6′5″O / 45.97806, -94.10139. Según la Oficina del Censo de los Estados Unidos, Pierz tiene una superficie total de 3.51 km², de la cual 3.51 km² corresponden a tierra firme y (0%) 0 km² es agua.

## Demografía
Según el censo de 2010, había 1393 personas residiendo en Pierz. La densidad de población era de 397,22 hab./km². De los 1393 habitantes, Pierz estaba compuesto por el 98.56% blancos, el 0% eran afroamericanos, el 0.14% eran amerindios, el 0.22% eran asiáticos, el 0% eran isleños del Pacífico, el 0.14% eran de otras razas y el 0.93% pertenecían a dos o más razas. Del total de la población el 0.65% eran hispanos o latinos de cualquier raza.